# Kleinia aizoides
Kleinia aizoides é uma espécie de planta com flor pertencente à família Asteraceae. A autoridade científica da espécie é DC., tendo sido publicada em Prodromus Systematis Naturalis Regni Vegetabilis 6: 337. 1837 (1838).

## Portugal
Trata-se de uma espécie presente no território português, nomeadamente no Arquipélago dos Açores. Em termos de naturalidade é introduzida na região atrás indicada.

## Protecção
Não se encontra protegida por legislação portuguesa ou da Comunidade Europeia.